# Tricyphona aspidoptera
Tricyphona aspidoptera är en tvåvingeart. Tricyphona aspidoptera ingår i släktet Tricyphona och familjen hårögonharkrankar.

## Underarter
Arten delas in i följande underarter:
- T. a. aspidoptera
- T. a. convexa